# 小行星94291
小行星94291（94291 Django）是一颗绕太阳运转的小行星，为主小行星带小行星。该小行星于2001年2月发现。
該小行星以比利時吉他手金格·萊恩哈特命名。

## 轨道参数
小行星94291的轨道半长轴为466 498 458 km，3.1183052 UA，离心率为0.193。